# Arminius (Schiff)
Die Arminius, benannt nach Arminius, dem Fürsten der Cherusker im 1. Jahrhundert, war ein Panzerschiff (Turmschiff) der Preußischen und Norddeutschen Marine, das bei der Reichsgründung 1871 von der Kaiserlichen Marine übernommen wurde. Wegen seines ausgeprägten Rammbugs wird es häufig als Widderschiff bezeichnet.

## Geschichte
Nach den Erfahrungen mit schwer gepanzerten Schiffen im Krimkrieg beschloss Preußen, entsprechende Schiffe zu beschaffen, und bestellte 1863 als erstes Panzerschiff die Arminius. Da keine Werft in Preußen solche Schiffe bauen konnte, wurde es bei der Werft Samuda Brothers auf der Isle of Dogs bei London bestellt. Die Kiellegung erfolgte 1863, der Stapellauf am 20. August 1864. Als Auslieferungstermin war der September 1864 vorgesehen, aber der zweite Deutsch-Dänischen Krieges 1864 verzögerte die Auslieferung bis zum 22. April 1865.
Die Baukosten beliefen sich auf 628.949 Taler. Hierzu kamen bis Ende 1868 noch 10.993 Taler für Umbau- und Reparaturmaßnahmen. Der größte Teil der Summe von 458.536 Talern, einem Neugroschen und acht Pfennigen kam aus einer „nationalen Sammlung für die preußische Flotte“.
Im Deutschen Krieg wurde die Arminius unter Korvettenkapitän Reinhold Werner auf der Elbe und auf der Weser eingesetzt, wo sie mehrere Küstenbatterien und Forts des Königreichs Hannover widerstandslos außer Gefecht setzte. Ab 1867 gehörte die Arminius zur Marine des Norddeutschen Bundes.

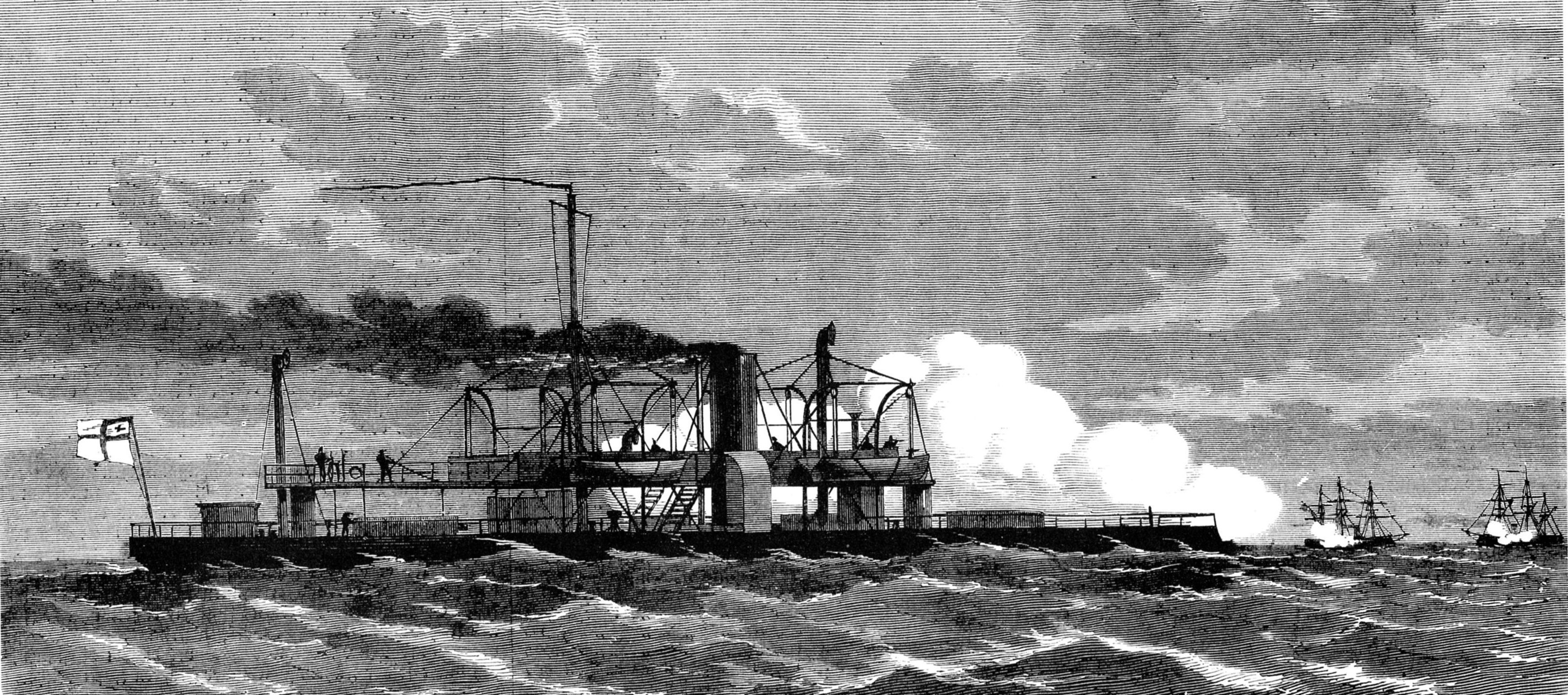
Die Arminius im Gefecht mit der französischen Panzerkorvette Atalante vor der Wesermündung, 24. August 1870. Zeitgenössische Darstellung

Während des Deutsch-Französischen Krieges bewachte die Arminius als Teil des Hauptgeschwaders der Marine des Norddeutschen Bundes die Weser- und Jademündungen. Dort kam es am 24. August 1870 zu einem kurzen folgenlosen Schusswechsel mit der französischen Panzerkorvette Atalante. 1871 wurde die Arminius in die Kaiserliche Marine eingegliedert. Ab 1875 diente das Schiff als Maschinistenschulschiff, als Eisbrecher vor Kiel und Flensburg sowie als Tender.
Die Arminius wurde am 2. März 1901 aus der Liste der Kriegsschiffe gestrichen, 1902 verkauft und in Hamburg abgewrackt.

## Technische Beschreibung
Hier dargestellt ist der Konstruktionsstand in der Zeit von vor 1868. Da in den folgenden Jahren mehrfach größere Umbauten durchgeführt wurden, können sich hiervon abweichende Angaben ergeben. Bis auf die waffentechnischen Angaben im Absatz „Bewaffnung“ sind alle Maße Englisch (1 Zoll englisch (in) = 2,54 cm; 1 Fuß englisch (ft) = 30,48 cm). Die waffentechnischen Maße sind in Preußischen Zoll (1 Zoll = 2,6154 cm).

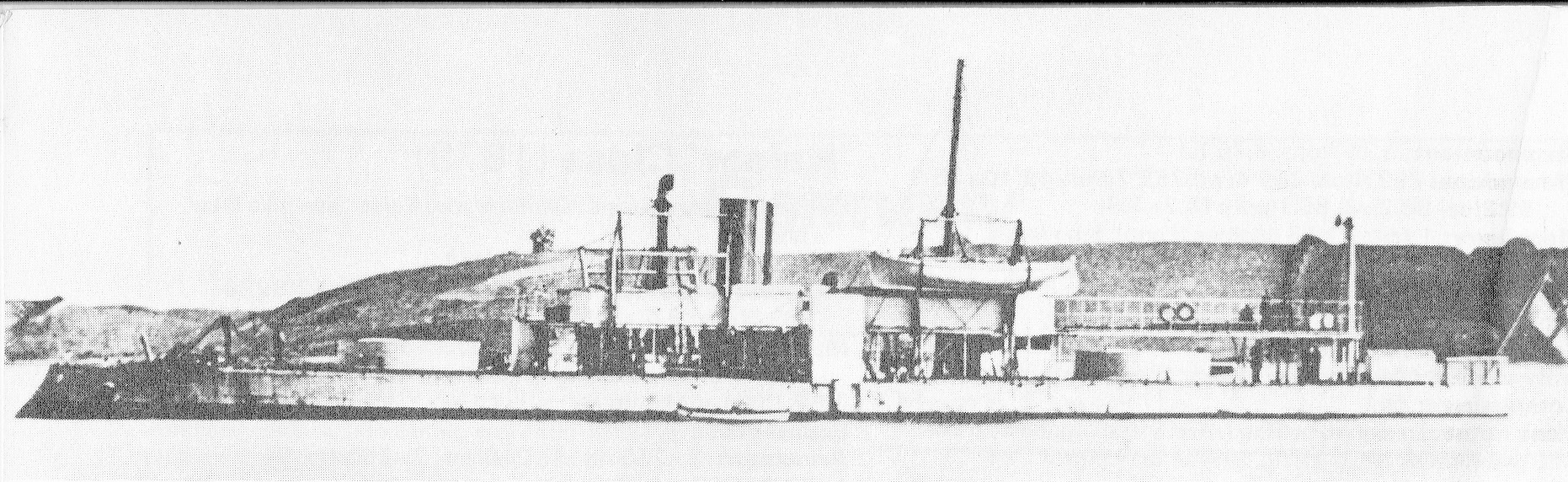
Die Arminius nach 1870

Die Arminius war vollständig aus Eisen gebaut, mit einem einfachen glatten Boden und mit fünf wasserdichten Querwänden, von denen drei bis zum Zwischen- und zwei bis zum Oberdeck hinaufreichten. Die Länge in der Wasserlinie war ca. 60,90 m (200 ft.), die Länge über alles ca. 62,80 m (206 ft). Die Breite an der Wasserlinie betrug ca. 11,00 m (36 ft) und die max. Breite ca. 11,30 m (37 ft). Der maximale Tiefgang betrug ca. 4,55 m (14,9 ft). Der Rauminhalt war mit 1230 tons (bm) angegeben. Auf dem Deck befanden sich die beiden nach Cowper Phipps Coles’ Plänen gebauten, drehbaren Geschütztürme, der Kommandantenturm sowie zwei Masten (Fock- und Großmast). Der Fockmast führte Rah- und der Großmast Gaffelsegel. Die gesamte Segelfläche betrug ca. 540 m². Die Besegelung bewährte sich allerdings nicht und wurde später wieder entfernt. Die Reling bestand aus dicht nebeneinander stehenden ca. 6,35 mm (1/4 in) starken Stahlblechen von ca. 1,15 m (3 ft 9 in) Höhe. Diese konnten im Gefecht nach außen abgeklappt werden, um sowohl die Zielfläche zu verkleinern als auch um den Geschützen, die paarweise in den Geschütztürmen eingebaut waren, freies Schussfeld zu verschaffen, da die Seelenachse der Geschütze nur ca. 46 cm (18 in) über der Deckfläche lag.

### Maschinenanlage
Die Maschinenanlage bestand aus vier Dampfkesseln und einer Zweizylinder-Dampfmaschine mit einfacher Dampfdehnung und einer Leistung von 300 nominellen Pferdestärken. Bei dem Begriff „nominelle PS“ handelte es sich um einen fiktiven Wert, der sich im Wesentlichen aus dem Zylinderdurchmesser und dem Kolbenhub errechnete. Die Maschinenanlage wurde von der Firma Penn and Son in Greenwich geliefert.

### Panzerung
Der Gürtelpanzer, der vollständig um das Schiff gelegt war, bestand aus der ca. 19 mm (3/4 in) starken eigentlichen Schiffswand, einer darauf aufliegenden ca. 22,9 cm (9 in) starken Teakholz-Zwischenlage und schließlich dem aus massiven ca. 11,4 cm (4,5 in) starke Eisenplatten bestehende Panzer. Der Gürtel reichte von der Deckoberkante bis ca. 76 cm (2,5 ft) unter die Wasserlinie.
Die Geschütztürme hatten ca. 6,10 m (20 ft) lichten Durchmesser und ca. 2,13 m (7 ft) Gesamthöhe und waren ca. 1,20 m (4 ft) versenkt in das Schiffsdeck eingebaut. Die Panzerung ihres über Deck stehenden Teils bestand aus der etwa 6,35 mm (1/4 in) dicken Turminnenwand, einer Teakholz-Zwischenlage von ca. 23 cm (9 in) Dicke und der Außenpanzerung von ca. 11,5 cm (4,5 in) Dicke; im Bereich der Geschützscharten betrug letztere ca. 19 cm (7,5 in).
Der Kommandantenturm hatte eine Gesamthöhe von ca. 1,85 m (6 ft). Er bestand aus ca. 10 bis 18 cm (4- bis 7 in) starkem Schmiedeeisen.

### Bewaffnung
Ursprünglich waren für die Arminius vier englische gezogene 120-Pfünder-Geschütze vorgesehen. Als die immer stärker werdenden Schiffspanzer ein stärkeres Kaliber erforderlich erscheinen ließen, sollte sie 300-pfündige Armstrong-Hinterlader, Kaliber 10 1/2 Zoll, erhalten. Schließlich entschied man sich für vier gezogene 72-Pfünder aus kruppschem Gussstahl (offizielle Bezeichnung: „Gußstahl 72-Pfünder, 144 Zoll (3,75 m) lang, 135 Zentner schwer“). Diese Geschützen konnten mit einer Pulverladung von 16 Pfund und einem Vollgeschoss von 225 Pfund Gewicht auf eine Entfernung von 650 Schritt eine massive 4 1/2-zöllige (ca. 11,5 cm) Panzerplatte durchschießen. Nach kurzer Zeit stellte man jedoch fest, dass auch diese Kanonen auf Dauer den Anforderungen nicht gerecht werden konnten, daher wurden die gussstählernen Geschütze durch solche aus Bronze ersetzt, da aufgrund der höheren Zähigkeit der Bronze die Pulverladung entsprechend erhöht werden konnte (offizielle Bezeichnung: „Bronzener 72-Pfünder, 144 Zoll (3,75 m) lang“). Mit diesem Geschütz konnte man mit einer Pulverladung von 22 Pfund und einem Vollgeschoss von 210 Pfund noch auf eine Entfernung von 1500 Schritt eine massive 5-zöllige (ca. 12,5 cm) Panzerplatte durchschießen.
Um 1868/69 wurden diese Geschütze durch 8-zöllige Ringrohrkanonen (offizielle Bezeichnung: „kurzer Ring 72-Pfünder, 150 Zoll (3,93 m) lang“) mit einem Rohrgewicht einschließlich Verschluss von 9000 kg ersetzt. Die Bezeichnung dieser Geschütze wurde im Rahmen einer allgemeinen Neuorganisation 1871 geändert in: „kurze 21 cm Marine-Ring-Kanone“, die letzte bekannt gewordene Bezeichnung lautet: „21 cm Ringkanone L/19“. Im Rahmen dieser Änderung der Bewaffnung wurden auch die Lafetten durch die neu konstruierten Turmlafetten C/69 ersetzt. Diese besaßen bereits zur Minderung des Rücklaufes nach dem Schuss eine Kompressionsbremse mit acht Schleifbändern.
Als Munition standen für diese Geschütze zur Verfügung: Granate (Gr.) C/69 und Hartgussgranate (H.Gr.) C/69 mit folgenden Leistungsdaten:
|                              | Gr. C/69                        | H.Gr. C/69                      |
| ---------------------------- | ------------------------------- | ------------------------------- |
| Geschosslänge (Kaliber)      | 2,5                             | 2.5                             |
| Gewicht (kg)                 | 79                              | 98.5                            |
| Pulverladung (kg)            | 12                              | 16                              |
| Pulver (Typ)                 | P.P.(prismatisches Pulver) C/68 | P.P.(prismatisches Pulver) C/68 |
| Anfangsgeschwindigkeit (m/s) | 389                             | 401                             |
| Nach G. Galster, S. 288.     |                                 |                                 |

## Kommandanten
22. April 1865 bis 12. Juni 1865
- Kapitänleutnant Marinus Struben

14. Mai 1866 bis 20. Oktober 1866
- Korvettenkapitän Reinhold von Werner

28. September 1868 bis 15. oder 29. November 1868
- Korvettenkapitän Eduard Arendt

19. Juli 1870 bis 27. April 1871
- Korvettenkapitän Otto Livonius

1. Mai 1872 bis 1. Oktober 1872
- Kapitänleutnant/Korvettenkapitän Philipp von Kall

16. April 1873 bis 31. Mai 1873
- Kapitänleutnant Heinrich Holzhauer

17. März 1874 bis 31. Mai 1874
- Korvettenkapitän Philipp von Kall

15. März 1875 bis 31. Mai 1875
- Kapitänleutnant Günther von Zitzewitz